# Coniocarpon
Coniocarpon is een geslacht van schimmels behorend tot de familie Arthoniaceae. Het lectotype is Coniocarpon cinnabarinum.

## Soorten
Volgens Index Fungorum bevat het geslacht zeven soorten (peildatum december 2023):
| Soortnaam                                    | Auteur(s)                       | Publicatiejaar |
| -------------------------------------------- | ------------------------------- | -------------- |
| Coniocarpon carneoumbrinum                   | (Zahlbr.) Van den Broeck & Ertz | 2018           |
| Coniocarpon cinnabarinum (Rood schorsvlekje) | DC.                             | 1805           |
| Coniocarpon coralloideum                     | Kalb & J.E. Hern.               | 2012           |
| Coniocarpon cuspidans                        | (Nyl.) Moen, Frisch & Grube     | 2020           |
| Coniocarpon fallax                           | (Ach.) Grube                    | 2014           |
| Coniocarpon piccolioides                     | Aptroot & Cáceres               | 2018           |
| Coniocarpon tuckermanianum                   | (Willey) Van den Broeck & Ertz  | 2018           |